# Jacobus Cornelis Broers
Jacobus Cornelis Broers (Utrecht, 17 februari 1795 - Leiden, 23 november 1847) was een Nederlands medicus. Hij was als hoogleraar verbonden aan de Universiteit Leiden.

## Biografie
Jacobus Cornelis Broers werd geboren op 17 januari 1795 in Utrecht als zoon van Jacob Cornelius Broers en Francisca Sophia de Rocherfort. Toen hij 19 was werd hij als student geneeskunde ingeschreven aan de Universiteit Utrecht (toen nog de Utrechtsche hoogeschool). Hij legde zich toe op de chirurgie en anatomie. Ook hield hij zich bezig met het vervaardigen van pathologisch- anatomische preparaten. Gedurende zijn loopbaan zou hij daarvan een hele collectie aanleggen. In 1818 ontving hij een gouden medaille voor een prijsvraag. Datzelfde jaar promoveerde hij op het proefschrift Specimen medicum chirurgicum de causis, our Laesionibus Capitis, quae initio haud periculosae videbantur, frequenter sero symptomata gravia, in mortem desinentia, accedunt. Na zijn wetenschappelijke promotie was hij in de gelegenheid om enkele studiereizen te maken, onder andere naar Parijs. Daarna ging hij in Zeist als geneesheer aan de slag.
In 1826 werd hij benoemd tot hoogleraar in de heel- en verloskunde aan de Universiteit Leiden. Hij aanvaardde dit ambt met de rede Chirurgiae studio cum cultu et humanitate conjungenda. Tijdens het collegejaar 1834-1835 was hij de rector magnificus van de Universiteit Leiden. Hij bleef tot aan zijn dood op 23 november 1847 als hoogleraar verbonden aan de Universiteit Leiden.
- Biografisch Portaal: 14134994
- Digitale Bibliotheek voor de Nederlandse Letteren: broe127
- Gemeinsame Normdatei: 1055362800
- International Standard Name Identifier: 0000 0003 9798 4415
- Nederlandse Thesaurus van Auteursnamen: 07290884X
- Virtual International Authority File: 76672410
- WorldCat: E39PBJpYrQM49HV8WmrJXjvrbd